# Mistřice
Mistřice – gmina w Czechach, w powiecie Uherské Hradiště, w kraju zlińskim. Według danych z dnia 1 stycznia 2012 liczyła 1182 mieszkańców.
Gmina dzieli się na dwie części:
- Mistřice
- Javorovec